# アブドゥルカリーム・ハサン
アブドゥルカリーム・ハサン（アラビア語: عبد الكريم حسن、Abdul Karim HassanまたはAbdelkarim Hassan、1993年8月28日 - ）は、カタール・ドーハ出身のサッカー選手。ペルシアン・ガルフ・プロリーグ・ペルセポリス所属。カタール代表。ポジションはディフェンダー。
アスパイア・アカデミー出身のハサンは2010年にアル・サッドと契約を結ぶとすぐに頭角を現し、その年にはカタールA代表にも招集され、以降は代表のレギュラーに定着した。アフリカにルーツを持つことからも、身体能力が高く、通常ディフェンダー登録だが、高い位置でもプレーできる。国内では得点力の高いサイドバックとしても知られていて2016年のオリンピックアジア選手権でも活躍を見せた。そのため、カタールのロベカルとも呼ばれる。アブデルカリム・ハッサンと表記されることもある。

## 経歴

### クラブ
2010年にアル・サッドのトップチームに昇格し、2011年にアスパイア・アカデミーを卒業。17歳にしてその年のACL2011のFCパフタコール・タシュケント戦に出場したことで、ACLに出場したアル・サッドの選手として最も若い選手となった。

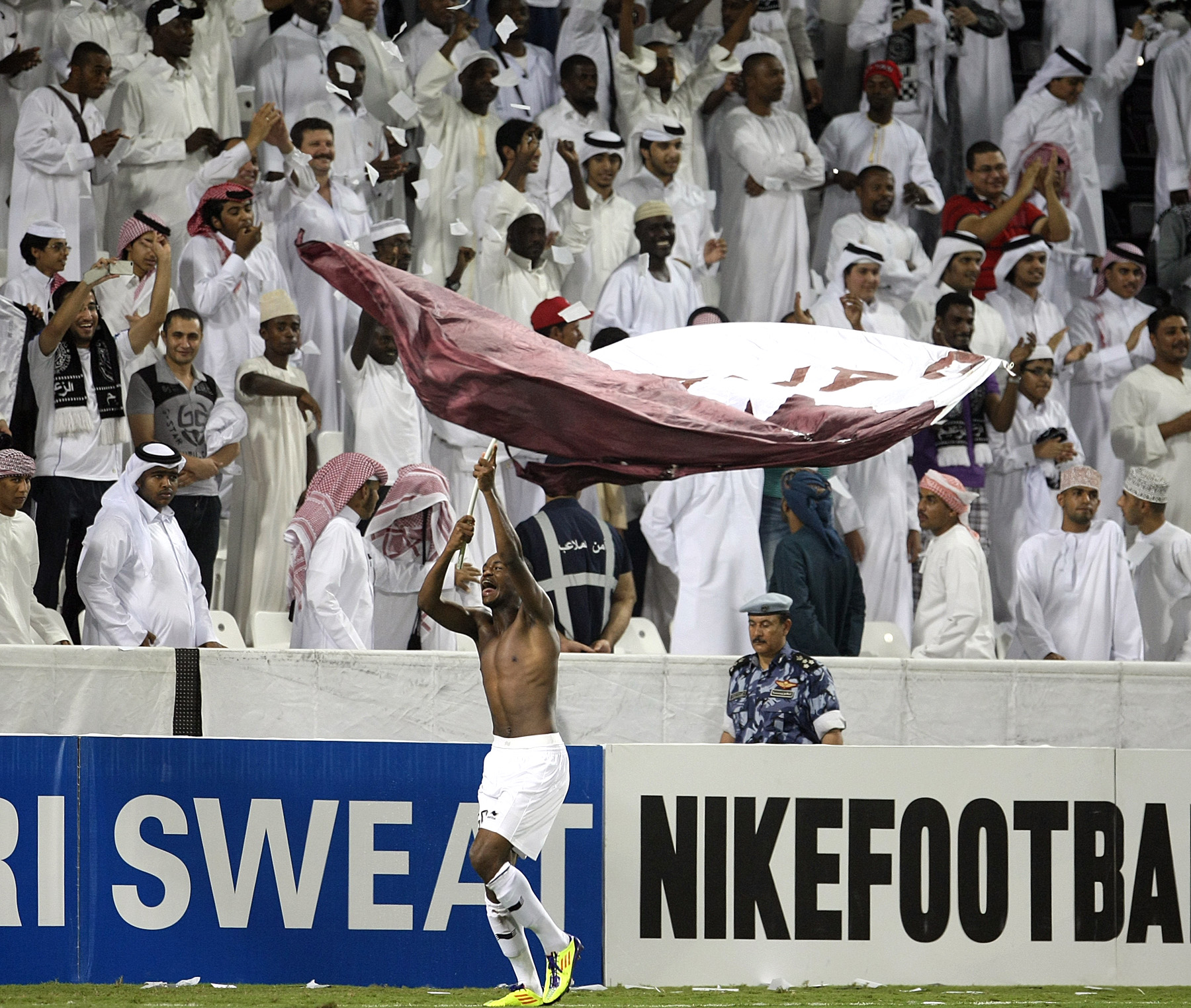
ACL2011決勝戦進出を喜ぶハサン

さらにFIFAクラブワールドカップ2011にも出場し、3位フィニッシュに貢献した。2013年2月24日、カタール・スターズリーグ第18節のアル・ワクラSC戦でゴールを決めた。これは当時のアル・サッドの最年少リーグ戦得点記録だった。2017年、ファハド・アル＝アブドゥッラフマーンと入れ替わる形でベルギー1部リーグのKASオイペンに期限付き移籍した。2020年7月24日にはアル・サッドとの契約をさらに4年延長した。2022年12月21日、選手の見通しが今後のチームの目標や希望にそぐわないとして、トップチームから永久離脱することが発表された。2023年1月、SNS上でファンと口論したことを理由にカタールサッカー協会から無期限の出場停止処分を受けた。その後、国外のクウェート・プレミアリーグのアル＝ジャフラーにフリーで加入した。

### 代表
各世代別のカタール代表に選出されている。
2012年6月17日、U-23マレーシア代表との親善試合でアズリフ・ナスルルハクに対して危険なスライディングタックルをしたことで両サイド間の大規模な乱闘に発展。マレーシアのナズミ・ファイズはピッチの反対側からハサンの元に駆けつけて殴りかかろうとした。幸いナズミのパンチはハサンの胸を押す程度で済んだが、この騒動によって両者にはレッドカードが出された 。
2013年1月31日に開催されたレバノン代表との親善試合でA代表初ゴールを決めると、その後も西アジアサッカー選手権2014やガルフカップ2014の優勝に貢献した。
AFCアジアカップ2019でもチームの主力として出場した。決勝の日本戦では、その大会で2ゴールを挙げていた堂安律とマッチアップしたが、彼を完璧に封じ込めた。1点差で迎えた79分には攻撃的なプレースタイルのハサンがヘディングシュートを放つと、このシュートが吉田麻也の手に当たったとVARで判定されPKとなる。このPKをアクラム・アフィーフが左に決めたことで決勝点になり、大会初優勝を果たした。また、大会終了後に発表されたオールスタースカッドの23名のうちの1人にも選ばれた。

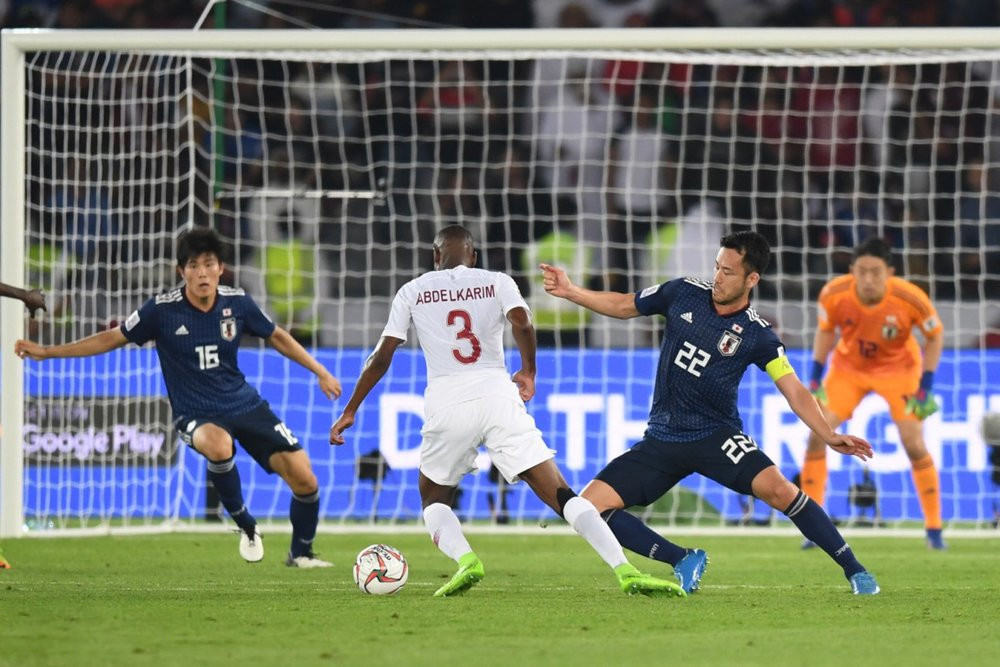
決勝の日本戦でプレーするハサン

2019年11月29日のイエメン代表との試合ではディフェンダーながらにハットトリックを達成した。2021年3月30日に行われたアイルランド代表との親善試合で代表戦100試合に出場した。

## 代表歴

### 出場大会
- カタール代表

2010年 - ガルフカップ2010（グループリーグ敗退）
2013年 - ガルフカップ2013（グループリーグ敗退）
2014年 - ガルフカップ2014（優勝）
2014年 - 西アジアサッカー選手権2014 （優勝）
2015年 - AFCアジアカップ2015（グループリーグ敗退）
2017年 - ガルフカップ2017（グループリーグ敗退）
2018年 - アジア競技大会（グループリーグ敗退）
2019年 - AFCアジアカップ2019（優勝）
2019年 - コパ・アメリカ2019（グループリーグ敗退）
2019年 - ガルフカップ2019（ベスト4）
2021年 - 2021 CONCACAFゴールドカップ（ベスト4）
2021年 - 2021 FIFAアラブカップ（3位）
2022年 - 2022 FIFAワールドカップ （グループリーグ敗退）

### 試合数
- 国際Aマッチ 135試合 15得点（2010年-）[10]

| カタール代表 | 国際Aマッチ | 国際Aマッチ |
| 年           | 出場        | 得点        |
| ------------ | ----------- | ----------- |
| 2010         | 1           | 0           |
| 2011         | 0           | 0           |
| 2012         | 0           | 0           |
| 2013         | 20          | 3           |
| 2014         | 15          | 2           |
| 2015         | 14          | 2           |
| 2016         | 9           | 1           |
| 2017         | 10          | 1           |
| 2018         | 8           | 0           |
| 2019         | 17          | 5           |
| 2020         | 4           | 0           |
| 2021         | 22          | 1           |
| 2022         | 13          | 0           |
| 2023         | 0           | 0           |
| 2024         | 2           | 0           |
| 通算         | 135         | 15          |

### 得点
| #  | 開催日         | 開催地                                              | 対戦国                 | スコア | 結果 | 大会                                   |
| -- | -------------- | --------------------------------------------------- | ---------------------- | ------ | ---- | -------------------------------------- |
| 1  | 2013年1月31日  | ドーハ ジャシム・ビン・ハマド・スタジアム           | レバノン               | 1-0    | 1-0  | 親善試合                               |
| 2  | 2013年3月7日   | ドーハ サーニー・ビン・ジャーシム・スタジアム       | エジプト               | 1-1    | 3-1  | 親善試合                               |
| 3  | 2013年11月15日 | ドーハ ハリーファ国際スタジアム                     | イエメン               | 2-1    | 4-1  | AFCアジアカップ2015予選                |
| 4  | 2014年11月6日  | ドーハ アブドゥッラー・ビン・ハリーファ・スタジアム | 朝鮮民主主義人民共和国 | 3-0    | 3-1  | 親善試合                               |
| 5  | 2014年12月27日 | ドーハ アブドゥッラー・ビン・ハリーファ・スタジアム | エストニア             | 2-0    | 3-0  | 親善試合                               |
| 6  | 2015年3月30日  | ドーハ ジャシム・ビン・ハマド・スタジアム           | スロベニア             | 1-0    | 1-0  | 親善試合                               |
| 7  | 2015年9月8日   | モンコック 旺角大球場                               | 香港                   | 2-0    | 3-2  | 2018 FIFAワールドカップ・アジア3次予選 |
| 8  | 2016年5月29日  | ハルトベルク ハルトベルク・スタディオン             | アルバニア             | 1-0    | 1-3  | 親善試合                               |
| 9  | 2017年6月6日   | ドーハ ジャシム・ビン・ハマド・スタジアム           | 朝鮮民主主義人民共和国 | 1-0    | 2-2  | 親善試合                               |
| 10 | 2019年1月13日  | アル・アイン シェイク・ハリーファ国際スタジアム     | 朝鮮民主主義人民共和国 | 6-0    | 6-0  | AFCアジアカップ2019                    |
| 11 | 2019年9月5日   | ドーハ ジャシム・ビン・ハマド・スタジアム           | アフガニスタン         | 4-0    | 6-0  | 2022 FIFAワールドカップ・アジア2次予選 |
| 12 | 2019年11月29日 | ドーハ ハリーファ国際スタジアム                     | イエメン               | 1-0    | 6-0  | ガルフカップ2019                       |
| 13 | 2019年11月29日 | ドーハ ハリーファ国際スタジアム                     | イエメン               | 2-0    | 6-0  | ガルフカップ2019                       |
| 14 | 2019年11月29日 | ドーハ ハリーファ国際スタジアム                     | イエメン               | 4-0    | 6-0  | ガルフカップ2019                       |
| 15 | 2021年9月4日   | デブレツェン ナジェルデイ・スタディオン             | ポルトガル             | 1-2    | 1-3  | 親善試合                               |

## タイトル
アル・サッド
- カタール・スターズリーグ : 2012-13, 2018-19, 2020-21, 2021-22
- アミールカップ : 2013-14, 2014-15, 2016-17, 2019-2020, 2020-21
- シェイク・ジャシムカップ : 2018-19
- カタール・カップ : 2021
- AFCチャンピオンズリーグ : 2010-11
- FIFAクラブワールドカップ3位 :2011

代表
- ガルフ五輪選手権 :2011
- ガルフカップ : 2014
- 西アジアサッカー選手権 : 2014
- AFCアジアカップ : 2019

個人
- アジア年間最優秀選手賞 : 2018

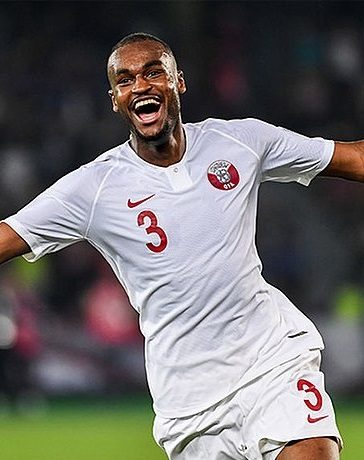
AFCアジアカップ2019優勝を喜ぶハサン

- AFCアジアカップ2019オールスタースカッド : 2019